# Virgen Peregrina

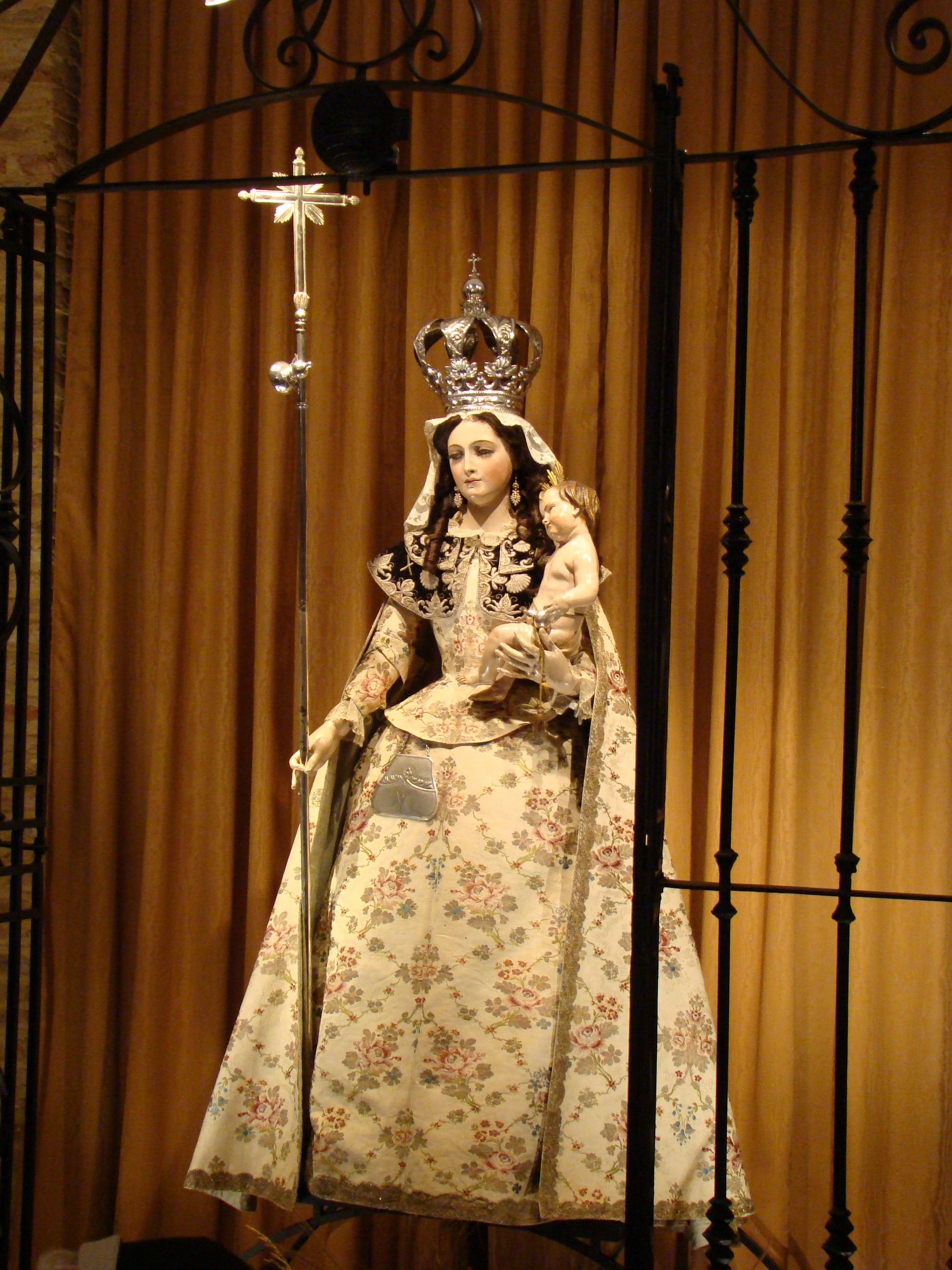
Talla de la Virgen Peregrina.

La Virgen Peregrina es una imagen de vestir, de la escultora Luisa Roldán, tallada en madera y policromada que mide 135 cm cuya fecha de ejecución data de alrededor de 1687. Sólo la cabeza y las manos están talladas, el resto es un maniquí o candelero. Lleva en los brazos un Niño Jesús desnudo que es una escultura entera. Se conserva en el museo de las Madres Benedictinas de la villa de Sahagún en León (España). Procede del convento franciscano que hubo a la entrada de esta localidad. Desde finales del siglo XVII fue su imagen titular y a partir de mediados del XVIII fue patrona de la villa. 

## Historia de una adquisición
Una serie de sucesos fortuitos dieron lugar a que los frailes de este convento tuvieran en su poder una talla de tal valor artístico y procedente de lejanas tierras de Andalucía. En el último tercio del siglo XVII el convento se hallaba en estado decadente y con poca vida. En 1683 fray Francisco Salmerón que ocupaba el cargo de guardián tuvo la idea de traer a Sahagún el colegio misionero que a la sazón se encontraba en las inmediaciones de Sepúlveda, en tierras segovianas. El comisario general autorizó la propuesta y de esta forma el convento de Sahagún pudo salir de su letargo.
Años más tarde el padre Salmerón fue nombrado visitador general de las provincias franciscanas en Andalucía. Hizo el viaje en 1687 acompañado por fray Antonio González (nuevo guardián del convento) y fray Felipe (secretario del seminario). Fray Felipe tuvo la oportunidad de visitar el taller por entonces famoso del escultor Pedro Roldán y allí vio (todavía sin armar) la cabeza y las manos que correspondían a la figura de una Virgen, más un niño Jesús que habría de ser el complemento, todo obra de Luisa Roldán, hija del escultor.
Fray Felipe pensó que aquella imagen sería la ideal para colocarla en el altar mayor del convento de Sahagún para ser contemplada y venerada por los seminaristas misioneros que se educaban en aquella casa. Pero de momento tuvo que renunciar a su adquisición debido al alto costo. El problema se resolvió gracias a un rico comerciante que intervino generosamente comprando y regalando a los franciscanos la obra de arte. De esta manera llegó la imagen al convento donde el 2 de julio de 1688 se organizó una solemne ceremonia en su honor. Se hizo tan popular y querida entre los feligreses que los frailes construyeron en 1744 un camarín en una capilla especial para su exposición.
En 1758, la Sagrada Congregación de Ritos institucionales proclamó Patrona de Sahagún a la Virgen Peregrina. La historia del convento se fue desarrollando con normalidad hasta los tiempos de la Guerra de la Independencia Española y de las desamortizaciones más tarde. La capilla y camarín de la Virgen fue deteriorándose y perdiendo interés; fue necesario trasladar la imagen a la iglesia de San Juan que tenía culto y más tarde a la de San Lorenzo hasta la decisión final de llevarla a un lugar seguro: el museo de las Madres Benedictinas de Sahagún, donde goza de un lugar destacado y recibe los oportunos cuidados, como símbolo religioso y como obra de arte de gran calidad.

## Descripción
Es una imagen de vestir lo que significa que sólo la cabeza y manos están talladas, además del complemento de la figura del Niño. Representa una joven María que sujeta al hijo en su brazo izquierdo. El Niño es una figura entera, de bulto redondo, exquisitamente trabajada, que inclina su cabecita hacia la madre mientras su brazo derecho se alza para abrazarla por el cuello. Su policromía es de gran calidad lo mismo que el brillo y pulimento. Los ojos de la Peregrina son de cristal y el cabello y pestañas de pelo natural. El pelo fue donado por una joven muchacha enferma de leucemia, gran devota de la imagen, y que se encomendó a ella. Murió esta a la edad de 14 años.
El vestido es también obra esmerada. Lleva una camisa con cuello y puños de encaje, velo de encaje, corpiño o chaquetilla con mangas, falda y manto de rica tela de seda con bordados de temas vegetales. La esclavina es de terciopelo y también va bordada. Para demostrar el carácter de Virgen peregrina lleva los atributos del bordón y las conchas. El bordón (o bastón de peregrino)  es de plata y está rematado por una cruz. Como adorno adicional cuelga una concha o venera también de plata. Las conchas peregrinas están bordadas sobre la esclavina. De la cintura pende un bolso pequeño, plano y de plata como símbolo del zurrón de los peregrinos.
Siguiendo la tradición de las imágenes muy famosas y veneradas, los fieles fueron regalando a lo largo del tiempo todo un ajuar de joyas (anillos, pendientes, broches, coronas), vestidos y mantos.El día de su fiesta se le ponen numerosas y valiosas joyas donadas a lo largo de los años, y en la actualidad, por la devoción popular.En algunas épocas del año, se la viste de peregrina, con un vestido diferente al de "reina", con Pamela con flores en lugar de la corona de plata, con Bordón de madera en vez de plata y sin ningún tipo de joyas.
En el año 2013 la imagen de la virgen ha sido restaurada, centrándose en el estado de los dedos, que se encontraban prácticamente todos rotos debido a los viajes que ha tenido la imagen estos últimos años. También se le ha recuperado el color original de la cara.
La imagen mariana, con sus complementos, pertenece a la hermandad de la Virgen Peregrina, aunque en los últimos años, el ayuntamiento de Sahagún está colaborando con la hermandad para alcanzar una mayor difusión de la imagen.

## Difusión de la imagen
Fue tal la fama adquirida que esta imagen se reprodujo pronto en copias y en grabados, uno de los cuales se conserva en el Archivo Histórico Provincial de Valladolid, cuyo autor fue Ventura de Ágreda, hacia la mitad del siglo XVIII. A raíz de este grabado se hicieron copias en pintura que los misioneros españoles llevaron a América.